# باول كروغر
باول كروغر (بالألمانية: Paul Krüger)‏ هو لاعب شطرنج ألماني، ولد في 12 أكتوبر 1871، وتوفي في 7 أغسطس 1939.

## وصلات خارجية
- باول كروغر على موقع مباريات الشطرنج (الإنجليزية)
- باول كروغر على موقع 365Chess.com (الإنجليزية)
- باول كروغر على موقع Chesstempo.com (الإنجليزية)